# 千葉文夫
千葉 文夫（ちば ふみお、1949年8月29日 - ）は、日本のフランス文学者、翻訳家。早稲田大学名誉教授。

## 人物
東京都杉並区生まれ。
1975年東北大学文学部美学美術史学科卒、1983年早大大学院フランス文学博士課程中退。
パリ第1大学哲学博士。早稲田大学文学部助手、助教授、文学学術院教授。
フランス文学のほか、音楽関係の翻訳も多い。「ミシェル・レリスの肖像」で第71回読売文学賞（研究・翻訳部門）を受賞。

## 著書
- 『ファントマ幻想：30年代パリのメディアと芸術家たち』（青土社） 1998
- 『ミシェル・レリスの肖像：マッソン、ジャコメッティ、ピカソ、ベイコン、そしてデュシャンさえも』（みすず書房） 2019

### 共編
- 『道空間のポリフォニー』（長田攻一, 坂田正顕共編、音羽書房鶴見書店） 2007
- 『ジャン・ルーシュ 映像人類学の越境者』（金子遊共編、森話社） 2019

## 翻訳
- 『ヤーコブソン 現象学的構造主義』（エルマー・ホーレンシュタイン、川本茂雄共訳、白水社） 1983
- 『夜の音楽 ショパン・フォーレ・サティ ロマン派から現代へ』（ジャンケレヴィッチ、松浪未知世, 川竹英克共訳、シンフォニア） 1986
- 『戦争と映画 1 知覚の兵站術』（ポール・ヴィリリオ、石井直志共訳、UPU・GS叢書） 1988、のち平凡社ライブラリー） 1999
- 『角笛と叫び』（ミシェル・レリス、青土社） 1989
- 『ローマの貴婦人 ある種の行動の祭祀的にして神話的な起源』（ピエール・クロソウスキー、哲学書房） 1989、のち改題『古代ローマの女たち ある種の行動の祭祀的にして神話的な起源』（平凡社ライブラリー） 2006
- 『ロラン・バルト エクリチュールの欲望』（スティーヴン・アンガー、勁草書房） 1989
- 『ミュージカル物語 オッフェンバックからキャッツまで』（アラン・ジェイ・ラーナー、星優子, 梅本淳子共訳、筑摩書房） 1990
- 『グレン・グールド 孤独のアリア』（ミシェル・シュネデール、筑摩書房） 1991、のちちくま学芸文庫 1995
- 『シューマン 黄昏のアリア』（筑摩書房） 1993
- 『プーランクは語る 音楽家と詩人たち』（フランシス・プーランク、ステファヌ・オーデル編、筑摩書房） 1994
- 『最後のエジプト人』（ジェラール・マセ、白水社、新しいフランスの小説） 1995
- 『ミシェル・レリス日記』全2巻（ミシェル・レリス、ジャン・ジャマン校注、みすず書房） 2001 - 2002
- 『リッチ&ライト』（フロランス・ドゥレ、みすず書房） 2002
- 『オペラ、魅惑する女たち』（ジャン・スタロバンスキー、みすず書房） 2006
- 『マルセル・シュオッブ全集』全1巻（マルセル・シュオッブ、大濱甫, 多田智満子, 宮下志朗, 大野多加志, 尾方邦雄共訳、国書刊行会） 2015
- 『縫糸 ゲームの規則Ⅲ』（ミシェル・レリス、平凡社） 2017：全4巻のうち第3巻
- 『帝国の地図 つれづれ草 2』（ジェラール・マセ、水声社、批評の小径） 2019
- 『死に出会う思惟』（パスカル・キニャール、水声社、コレクション最後の王国9） 2021
- 『小さき人びと 折々の肖像』（ピエール・ミション、水声社、フィクションの楽しみ） 2023

## 論文
- >千葉文夫